# Paul Raabe
Pour les articles homonymes, voir Raabe.
Paul Raabe (né le 21 février 1927 à Oldenbourg et mort le 5 juillet 2013 à Wolfenbüttel) est un érudit littéraire et bibliothécaire allemand, selon le FAZ "le bibliothécaire le plus connu d'Allemagne".

## Biographie
Paul Raabe est le fils d'un sculpteur sur bois et grandit dans des circonstances plutôt modestes. Après avoir été diplômé de l'école Comte-Antoine-Gonthier d'Oldenbourg (de), il effectue d'abord un stage non rémunéré à la Bibliothèque d'État d'Oldenbourg (de), qui est suivi d'une formation pour devenir bibliothécaire à l'école de bibliothéconomie de l'époque à Hambourg. Cela est suivi par des études d'allemand et d'histoire à Hambourg.
De 1958 à 1968, il dirige la bibliothèque des Archives littéraires allemandes de Marbach, avant de prendre en 1968 la direction de la bibliothèque Duc-Auguste à Wolfenbüttel. C'est là qu'il commence à développer et à ouvrir la bibliothèque, considérée au XVIIe siècle comme la plus grande d'Europe, pour en faire un lieu d'étude et de recherche moderne et internationalement reconnu pour le Moyen Âge et le début de la période moderne. C'est ainsi que sont mis en place, entre autres, un programme de bourses et de recherche, un département de publications et un programme pour les élèves. Peu à peu, d'autres bâtiments sont intégrés à la bibliothèque, créant ainsi un véritable quartier de la bibliothèque.
En tant que bibliothécaire à Wolfenbüttel, Raabe succède à Gottfried Wilhelm Leibniz et Gotthold Ephraim Lessing. En 1987, il reçoit des doctorats honoris causa de l'université Jagellonne de Cracovie et de l'université technique de Brunswick. En 1991, Raabe est nommé citoyen d'honneur de la ville de Wolfenbüttel.
De 1992 à 2000, Raabe est directeur des Fondations Francke à Halle-sur-Saale, membre du conseil d'administration de la Fondation classique de Weimar (de) et du conseil d'administration Weimar '99.
En février 1997, il reçoit un doctorat honorifique de l'Université Martin-Luther de Halle-Wittemberg et le 21 février 2002, il reçoit la citoyenneté d'honneur de la ville de Halle-sur-Saale. Raabe publie de nombreux ouvrages sur l'histoire des livres, des bibliothèques et des sources, sur la littérature de l'expressionnisme, des Lumières et sur la Classique de Weimar. Il lègue son domaine universitaire à la Bibliothèque d'État d'Oldenbourg.
Paul Raabe est marié à Mechthild Raabe, sœur de l'écrivain Hans Egon Holthusen (de). Il a quatre enfants, dont Katharina, rédactrice en chef de la littérature d'Europe de l'Est au Suhrkamp Verlag Berlin, et Christiane, directrice de la Bibliothèque internationale de la jeunesse à Munich. Sa sœur Elisabeth Raabe est érudite littéraire et éditrice.
Paul Raabe décède le 5 juillet 2013 à Wolfenbüttel après un accident vasculaire cérébral.

## Honneurs
- 1975 : Membre correspondant de l'Académie des sciences de Göttingen
- 1987 : Membre ordinaire de la Société scientifique brunswickoise (de)
- 1991 : Prix de Basse-Saxe
- 1992 : Grande Croix du Mérite de l'ordre du Mérite de Basse-Saxe (de)
- 1997 : Grand-croix du mérite avec étoile
- 1997 : Médaille d'État de Basse-Saxe (de)
- 1999 : Anneau Karl-Friedrich-Schinkel du Comité national allemand pour la protection des monuments (de)
- 2001 : Prix du donateur allemand (de) de l'Association des fondations allemandes (de)
- 2001 : Prix Max-Hermann (de)
- 2001 : Ordre du Mérite de Saxe (de) de l'État libre de Saxe
- 2005 : Ordre du Mérite de l'État libre de Thuringe (de)
- 2006 : Médaille Karl-Preusker
- 2007 : Ordre du Mérite de l'État de Saxe-Anhalt (de)
- 2007 : Prix uniforme de l'Agence fédérale pour l'éducation civique
- 2007 : Prix Weimar (de) (Un an plus tard, il déclare qu'il rend ce prix. La raison invoquée est le scandale entourant la vente de la maison de Charlotte von Stein à l'entrepreneur et collectionneur d'art espagnol Joan Xavier Bofill, qui souhaite y exposer sa collection Dalí. )
- 2008 : Médaille d'honneur de la Fondation ZEIT Ebelin-et-Gerd-Bucerius
- 2012 : Membre honoraire de la Société politique culturelle (de)
- 2013 : Médaille Leibniz de l'Académie des sciences de Berlin-Brandebourg

À Wolfenbüttel, la pierre commémorative du professeur Paul Raabe est érigée en son honneur et l'espace libre entre la bibliothèque, la maison Lessing et l'arsenal (de) est baptisé Prof.-Paul-Raabe-Platz.
Après la rénovation de l'auditorium de l'école latine August-Hermann-Francke (de) en 2015, la salle est rebaptisée Salle Paul-Raabe.

## Œuvres (sélection)
- Von Jöcher zu Ebert: Die deutsche Literaturverzeichnung von 1750–1830, Diplomarbeit, Bibliotheksschule Hamburg, Hambourg 1948
- Einführung in die Bücherkunde zur deutschen Literaturwissenschaft. Metzler: Stuttgart 1961
- Quellenkunde zur neueren deutschen Literaturgeschichte. Metzler: Stuttgart 1962. VIII+144 p.
- Die Briefe Hölderlins – Studien zur Entwicklung und Persönlichkeit des Dichters. Stuttgart: Metzler 1963. X+326 p.
- Die Zeitschriften und Sammlungen des literarischen Expressionismus. Repertorium der Zeitschriften, Jahrbücher, Anthologien, Sammelwerke, Schriftenreihen und Almanache 1910–1921. Stuttgart: Metzler 1964. 14+263 p.
- Franz Kafka: „Sämtliche Erzählungen“. Fischer-Taschenbuch-Verlag, Francfort-sur-le-Main 1970,  (ISBN 3-596-21078-X)
- zusammen mit Georg Ruppelt und Wolfgang Milde: Die Herzog August Bibliothek in den letzten 100 Jahren. Verlag Traugott Bautz, Göttingen 1980,  (ISBN 978-3-88309-005-4).
- Bücherlust und Lesefreuden. Beiträge zur Geschichte des Buchwesens im 18. und frühen 19. Jahrhundert. Metzler Verlag, Stuttgart 1984,  (ISBN 978-3-476-00556-4).
- Wie Shakespeare durch Oldenburg reiste. Skizzen und Bilder aus der oldenburgischen Kulturgeschichte. Heinz Holzberg Verlag, Oldenbourg 1986,  (ISBN 978-3-87358-275-0).
- „Die Aktion.“ Reprint der Zeitschrift 1911–1932, alle Ausgaben in 15 Bänden. Mit Einführung und Kommentar von Paul Raabe. Kraus, Millwood, New York, 1983; Photomech. Nachdruck der ersten vier Jahrgänge bereits 1961 bei Cotta, Stuttgart. Mit Einführung, Zeugnissen, drei Verzeichnissen (1. der Mitarbeiter und 2. der Rezensionen und behandelten Personen sowie 3. zum Verlag Die Aktion und seinen Veranstaltungen und Veröffentlichungen)
- Spaziergänge durch Nietzsches Sils-Maria. Arche Verlag, Zürich 1994 (6. Auflage),  (ISBN 978-3-7160-2182-8).
- Spaziergänge durch Lessings Wolfenbüttel. Arche Verlag, Zürich 1997,  (ISBN 978-3-7160-2228-3).
- August Hermann Francke 1663–1727. Bibliographie seiner Schriften. Verlag der Franckeschen Stiftungen Halle im Max-Niemeyer-Verlag, Tübingen 2001,  (ISBN 978-3-484-84105-5).
- … in mein Vaterland zurückgekehrt: Adolph Freiherr Knigge in Hannover 1787–1790. Wallstein Verlag, Göttingen 2002,  (ISBN 3-89244-639-3).
- Mein expressionistisches Jahrzehnt. Anfänge in Marbach am Neckar. Arche Verlag, Zurich 2004,  (ISBN 978-3-7160-2328-0).
- Zu Gast bei Max Brod – Eindrücke in Israel 1965. Niemeyer Verlag, Hamelin 2004,  (ISBN 978-3-8271-8813-7).
- Lessings Bucherwerbungen. Verzeichnis der in der Herzoglichen Bibliothek Wolfenbüttel angeschafften Bücher und Zeitschriften 1770–1781 (mit Barbara Strutz), Wallstein-Verlag, Göttingen 2004,  (ISBN 978-3-89244-830-3).
- Spaziergänge durch Goethes Weimar. Arche Verlag, Zürich 2005 (10., aktualisierte Neuauflage),  (ISBN 978-3-7160-2256-6).
- Das Historische Waisenhaus: Das Hauptgebäude der Franckeschen Stiftungen. (mit Thomas Müller-Bahlke), Verlag der Franckeschen Stiftungen, Halle-sur-Saale 2005, (2., veränderte Auflage),  (ISBN 978-3-931479-73-2).
- Eva König (Hamburger Köpfe). Verlag Ellert & Richter, Hambourg 2005,  (ISBN 978-3-8319-0191-3).
- Lessings Büchernachlaß: Verzeichnis der von Lessing bei seinem Tode in seiner Wohnung hinterlassenen Bücher und Handschriften 1781. (mit Barbara Strutz), Wallstein-Verlag, Göttingen 2007,  (ISBN 978-3-8353-0157-3).
- Frühe Bücherjahre: Erinnerungen. Arche Verlag, Zürich 2007,  (ISBN 978-3-7160-2369-3).
- Bibliosibirsk oder Mitten in Deutschland. Jahre in Wolfenbüttel. Arche Verlag, Zurich 2007 (2. Auflage),  (ISBN 978-3-7160-2139-2).
- Leserleben: Geschichten von Fürsten, Sammlern, Gelehrten und anderen Lesern. Arche Verlag, Zurich 2008,  (ISBN 978-3-7160-2383-9).
- Tradition und Innovation. Studien und Anmerkungen zur Bibliotheksgeschichte. Zeitschrift für Bibliothekswesen und Bibliographie (de). Sonderband 110. Mit einem Nachwort von Georg Ruppelt (de). Francfort-sur-le-Main: Klostermann 2013.